# Ото IV (Бургундия)
Вижте пояснителната страница за други личности с името Ото IV.
Ото IV Бургундски (на френски: Otton IV de Bourgogne; * ок. 1238, † 26 март 1303) от Дом Шалон, е господар на Салан (дн. Салан-ле-Бан във Франция) от 1266 до 1302 г. и пфалцграф на Бургундия от 1279 до 1302 г.

## Живот
Той е най-възрастният син на Хуго от Шалон (1220 – 1266) и на пфалцграфиня Аделхайд (1209 – 1279) от Андекс-Мерания, наследничка наПфалцграфство Бургундия, дъщеря на херцог Ото I от Мерания от Андекската династия-Мерания.
През 1263 г. се жени за Филипа от Бар († 1283), дъщеря на Тибо II († 1291), граф на Бар от Дом Скарпон.
През 1279 г. Ото наследява майка си в Свободното графство Бургундия. Той участва в походите на френския крал Филип III (1270 – 1285) против Сицилия и Арагон (1284 – 1285).
Вече вдовец се жени през 1285 г. за Матилда д`Артоа (* ок. 1268, † 27 октомври 1329), дъщеря на приятеля му по оръжие Роберт II д`Артоа († 1302). На 9 юни 1291 г. сключва договор с крал Филип IV Хубави (1268 – 1314) за женитба на току-що родената му първа дъщеря Жана с френския престолонаследник Луи, по-късният Луи X (1289 – 1316), или друг бъдещ син на краля.
Ото участва в похода на Филип IV във Фландрия и ранен е закаран в Мелюн, където умира на 26 март 1303 г.

## Деца
Ото има с първата си съпруга Филипа от Бар една дъщеря:
- Аликс († сл. 31 януари 1285).

С Матилда д`Артоа той има три деца:
- Жана II (* 1291, † 1330), 1315 пфалцграфиня на Бургундия, ∞ 1307 Филип V († 1322), крал на Навара и Франция
- Бланка (* 1295; † 1325/1326 като монахиня), ∞ 1308, разведена 1322, Шарл IV († 1328), крал на Навара и Франция
- Роберт (* 1300, † 1315), 1302 граф на Бургундия